# Golpe de Maio (Polônia)
O Golpe de Estado de Maio de 1926 (também chamado "Golpe de Maio"; em polonês/polaco:  Przewrót majowy ou zamach majowy) foi um golpe de Estado bem sucedido executado na Segunda República Polonesa pelo marechal Józef Pilsudski - um antigo chefe de Estado (1918-1922) -  entre os dias 12 e 14 de maio de 1926. O golpe depôs o presidente Stanisław Wojciechowski e o primeiro-ministro Wincenty Witos, para substituí-lo pelo acadêmico Kazimierz Bartel, um partidário de Pilsudski, como chefe de governo. Pilsudski contou com unidades leais a sua pessoa e com o respaldo de forças políticas de centro-esquerda contrárias ao governo de centro-direita surgido das eleições de novembro de 1922.
Este golpe iniciou na Polônia um período do regime denominado Sanacja, totalmente dominado pela influência e carisma do marechal Pilsudski. Embora inicialmente fosse oferecido a Pilsudski o cargo de presidente da Polônia, este recusou a proposta e solicitou que elegessem para o cargo o acadêmico Ignacy Mościcki, outro de seus partidários. No entanto, de 1926 até sua morte em 1935, Pilsudski foi o governante de facto da Polônia graças a sua reputação como um líder político e militar, semelhante a um ditador.